# 米爾恰
50°38′42″N 29°17′3″E / 50.64500°N 29.28417°E
米爾恰（烏克蘭語：Мірча）是烏克蘭北部的村莊，隸屬日托米爾州的日托米爾區。該村處於維爾瓦河畔，始建於1376年，面積1.238平方公里，海拔高度165米，2001年人口337。